# George Mraz
George Mraz (født Jirí Mráz) (9. september 1943 i Písek - død 16. september 2021 i Prag, Tjekkiet) var en tjekkisk kontrabassist.
Mraz var en af de dygtigste bassister i jazzen. Hans meget rene og artikulerede spil med den fyldige tone mindede om Niels Henning Ørsted Pedersens.[kilde mangler]
Mraz har spillet med Oscar Peterson, Elvin Jones, Stan Getz, Chet Baker, Hank Jones, Tommy Flanagan, Paul Motian og mange flere.
Han spillede også med bue på bassen og var klassisk skolet. 
Mraz har medvirket på en lang række udgivelser.